# 렁군충
렁군충(광둥어: 梁冠聰 Loeng4 Gun1 cung1, 중국어 정체자: 梁冠聰, 간체자: 梁冠聪, 병음: Liáng Guāncōng 량관충[*], 한자음: 양관총, 1992년 4월 1일~)은 홍콩의 축구 선수로 현재 이스턴 SC에서 수비수로 뛰고 있으며 동생 량눠헝도 축구 선수로서 현재 중국 슈퍼리그의 저장 FC에서 뛰고 있다.

## 수상

### 클럽
삼수이보 FA
- 홍콩 3부 리그 : 우승 (2010-11)
- 홍콩 4부 리그 : 우승 (2009-10)
- 홍콩 FA컵 : 4강 (2011-12)

홍콩 페가수스
- 홍콩 FA컵 : 우승 (2015-16)
- 사플링컵 : 우승 (2015-16)

사우스 차이나
- 홍콩 FA컵 : 준우승 (2016-17)

다푸 FC
- 홍콩 프리미어리그 : 우승 (2018-19), 준우승 (2017-18)
- 홍콩 FA컵 : 준우승 (2017-18)
- 사플링컵 : 준우승 (2017-18)
- 홍콩 시니어 챌린지 실드 : 준우승 (2018-19)

이스턴 SC
- 홍콩 프리미어리그 : 준우승 (2019-20, 2020-21), 4위 (2022-23)
- 홍콩 FA컵 : 우승 (2019-20), 4강 (2022-23)
- 사플링컵 : 우승 (2020-21), 4강 (2022-23)
- 홍콩 시니어 챌린지 실드 : 우승 (2019-20), 준우승 (2022-23)